# گانمن کلایو
گانمن کلایو (انگلیسی: Gunman Clive) یک بازی ویدئویی اکشن وسترن سمت-نورد تک‌نفره برای سکوهای نینتندو ۳دی‌اس، ویندوز، آیفون و اندروید می‌باشد که توسط هوربرگ پروداکشنز توسعه و مایکروسافت استودیوز نشر پیدا کرده است. این بازی اولین بار در ۳ ژانویه ۲۰۱۳ منتشر شد.بازی کلایو، یک تفنگچی تنها در غرب وحشی آینده نگر را دنبال می کند که سعی می کند دختر شهردار را از دست گروهی از راهزنان مجهز به فناوری نجات دهد.
Gunman Clive یک بازی پلتفرم اسکرول جانبی است. داستان بازی در سال 18XX جریان دارد. بازیکن شخصیت Gunman Clive یا Ms. Johnson را کنترل می کند، زیرا آنها در 20 سطح با دشمنان مبارزه می کنند تا دختر شهردار را نجات دهند. بازیکن باید دنیای دوبعدی پر از سکوهای متحرک، تله‌ها و دشمنان را طی کند، بازیکن می‌تواند قدرت‌هایی مانند شلیک گسترده، گلوله‌های انفجاری، و تفنگ لیزری را به دست آورد. دشمنان از راهزنانی که تفنگ و دینامیت حمل می کنند تا حیواناتی مانند پلیکان و گرگ متفاوت هستند. باس ها در هر سطح پنجم ظاهر می شوند. تمام شخصیت های بازیکن دارای سنج های حیات هستند.
گرافیک دوبعدی در سبک طراحی است که بازی را شبیه یک کتاب تلنگر تعاملی می کند. موسیقی متن Gunman Clive ادای احترام به سبک وسترن بازی های ویدیویی است. تفاوت بین Clive و خانم جانسون این است که خانم جانسون کندتر است، هنگام تیراندازی در جای خود یخ می زند و دامنی دارد که می تواند فرود را کاهش دهد. شخصیت قابل بازی سوم، یک اردک، پس از اتمام بازی باز می شود. Gunman Clive دارای سه تنظیمات دشواری است که در میزان آسیب شخصیت بازیکن با هر ضربه و مکان متفاوت است؛شخصیت بازیکن پس از مرگ دوباره رشد می کند.